# Col fucile del console d'Inghilterra
Col fucile del console d'Inghilterra (titolo originale in lingua francese: Le rocher de Tanios) è un romanzo storico dello scrittore franco-libanese Amin Maalouf, edito nel 1993 da Grasset e vincitore nello stesso anno del Premio Goncourt.
Il romanzo tratta della rocambolesca vita del giovane Tanios, vissuto nella prima metà dell'Ottocento, il cui destino si è intrecciato con gli sconvolgimenti politici dell'epoca rimanendo nella memoria del villaggio frammisto ad un'antica superstizione. Il romanzo è strutturato come una ricerca storica fatta dal narratore onnisciente, che sostiene di raccontare la vera storia di Tanios grazie alla consultazione di una cronistoria di un monaco dell'epoca.

## Trama
Libano, prima metà dell'Ottocento. Nel piccolo villaggio cristiano di Kfaryabda la bellissima Lamia, moglie di Gérios, segretario e tesoriere dello sceicco del paese, dà alla luce un bambino di nome Tanios. Il ragazzo, oggetto subito di maldicenze sulla sua vera paternità e dotato di una spiccata intelligenza e sensibilità che lo porterà a diventare protagonista di alterne vicissitudini, si innamora, ricambiato, di una bella ragazza, che però viene data in moglie al figlio dello sceicco.

## Edizioni
- Amin Maalouf, Col fucile del console d'Inghilterra, traduzione di Egi Volterrani, collana Letteraria, Bompiani, 1994,  p. 220, ISBN 88-452-5119-5.